# Sockburn
Sockburn – wieś w Anglii, w hrabstwie ceremonialnym Durham, w dystrykcie (unitary authority) Darlington. Leży 36 km na południe od miasta Durham i 340 km na północ od Londynu.